# Захаров, Александр Николаевич (художник)
Алекса́ндр Никола́евич Заха́ров (19 октября 1949, Москва — 25 июня 2019, Москва) — советский и российский художник-иллюстратор, график, автомобильный дизайнер и организатор автоспорта. Считается культовым советским и российским автомобильным дизайнером и художником. Больше всего он известен как автор рисунков высочайшей степени реалистичности, размещавшихся на последней странице журнала За рулём в 1977-1990 годах, которые оказали существенное влияние на автомобильную культуру СССР.

## Биография
Родился 19 октября 1949 года в Москве. В 1967 году окончил московскую городскую детскую художественную школу. С 1962 по 1966 год — чемпион Москвы и серебряный призёр первенства СССР по автомодельному спорту в классе моделей-копий с электродвигателем. В 1967 году выполнил норму кандидата в мастера спорта по картингу.
В 1968 году поступил в МАДИ на автомобильно-транспортный факультет, специальность «Автомобильный спорт». Одновременно с обучением работает механиком гоночной команды МАДИ по шоссейно-кольцевым гонкам. В 1973 году окончил институт.
В 1970—1971 годах — дизайнер отдела технических моделей ВНИИ Игрушки, автор ряда разработок, внедрённых в серийное производство. Лауреат конкурса лучших товаров народного потребления Министерства лёгкой промышленности СССР. Бронзовый медалист ВДНХ СССР.
С 1971 года сотрудничал в качестве художника-иллюстратора с издательствами «Молодая гвардия», «ДОСААФ», «Плакат», «Внешторгреклама», «Внешторгиздат», журналами «Техника молодёжи», «Моделист-конструктор», «За рулём», «Автоэкспорт информирует» и другими.
В 1976 году пришёл в журнал За рулём по приглашению Льва Шугурова, и с 1977 по 1990 год иллюстрировал историческую серию «Из коллекции „За рулём“» на последней странице журнала. Дизайнер и иллюстратор ряда книг:
- «Люди, автомобили, рекорды» Е. Кочнев, М.: Молодая гвардия, 1982 г.
- «Автомобили России и СССР» Л. Шугуров, 1993 г.; ISBN 5-87483-004-9; ISBN 5-87483-006-5
- «Боевые самолёты» И. Андреев; 1994 г.; ISBN 5-212-00730-5
- «Формула-1» А. Атоян; 1995 г.; ISBN 5-87483-016-2
- «Автомобильная Москва: столетие 1902—2001» Л. Шугуров, М.: ЦДТС, 2004 г.; ISBN 5-94675-008-9
- «Погоня за Руссо-Балтом» Л. Шугуров, М.: ЦДТС, 2004 г.; ISBN 5-94675-009-7
- «21» И. Падерин. 2010 г.; ISBN 978-5-9774-0451-8

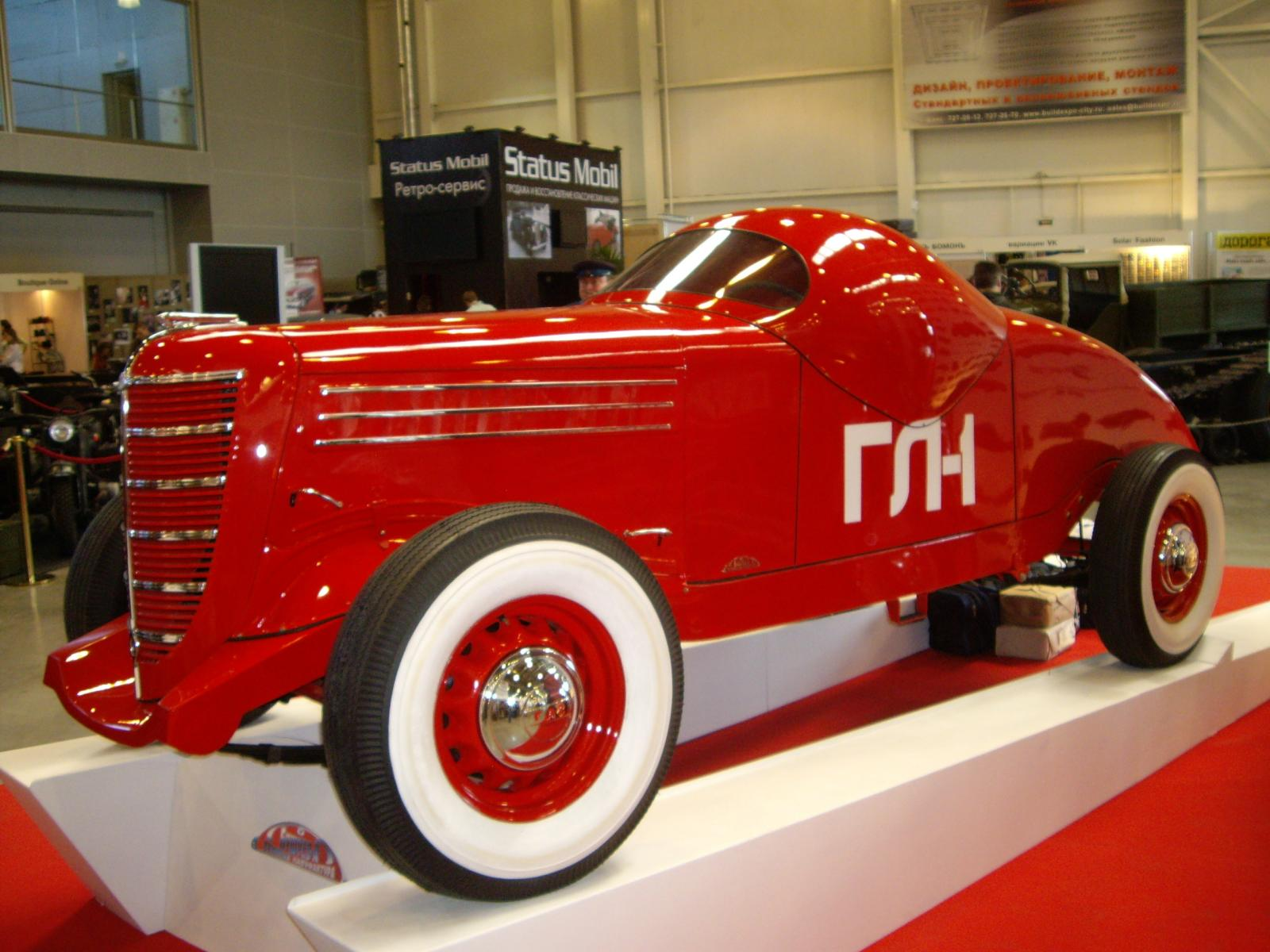
Реплика ГАЗ-ГЛ-1 воссозданная в том числе, благодаря рисунку Александра Захарова

Дипломант второй степени Всероссийского конкурса искусства книги 1993 года. С 1988 по 1989 год — секретарь комиссии «Формула-1» Федерации автомобильного спорта СССР, один из авторов концепции вхождения СССР в «Формулу-1».
В 1990 году — директор фирмы «Апекс-дизайн». В 1992—1994 годах — технический директор и главный дизайнер фирмы «Март», с 1995 года — дизайнер предприятия «Астрада».
В 1996—1997 годах — Председатель Комитета кольцевых гонок Российской автомобильной федерации (РАФ), организатор первого многоэтапного чемпионата России 1996 года по автомобильным кольцевым гонкам, прошедшего на трассах «Невское кольцо» в Санкт-Петербурге и «Полигон» в Дмитрове. С 1996 года председатель Совета некоммерческой организации «Фонд «„Автоспорт“» — создателя кольцевой гоночной трассы на Ходынке, организатора ралли-кроссов и кольцевых гонок на трассе «Ходынка — Московское кольцо».
Разработал различные проекты — автомобиль-трактор-квадроцикл, суперавтомобиль «Экстремист» (1992), гоночный автомобиль «Астрада» для международных гонок «Формула-3», «Сенанья», «Формула Русь», спортпрототип «Феникс». Член Союза дизайнеров России.
С 2003 года работал ведущим дизайнером в отделе научно-технической информации Института космических исследований Российской академии наук.
В 2004-2011 годах входил в число авторов рубрики «Примеряем на себя» в одном из ведущих автомобильных изданий России — Авторевю.
В 2006 году кузовная мануфактура Александра Бушуева решила изготовить реплику уникального советского гоночного автомобиля ГАЗ-ГЛ-1. И при воссоздании машины важную роль сыграл рисунок Александра Захарова, опубликованный в 1978 году в журнале «За рулём». Машина стала главным экспонатом на ряде автомобильных выставок, в данный момент находится в экспозиции музея ретро автомобилей на Рогожском Валу в Москве.
Скончался 25 июня 2019 года в Москве.

## Оценки творчества
Рисунки Александра Захарова получили высочайшую оценку от коллег, журналистов, читателей, за высокую реалистичность, проработанность деталей, максимальное соответствие рисуемых моделей реальным прототипам. Захаров считается культовым автомобильным дизайнером и художником. Некоторые цитаты, Сергей Ушаков, член Совета Федерации РАФ:

«Потрясающий талант и чувство автомобиля позволяли ему с абсолютной точностью рисовать автомобили».
Андрей Хрисанфов, историк, Авторевю:

«Замечательные рисунки коллекционировали, они украшали кабины автобусов и грузовиков, висели на стенах общежитий, красовались под стеклом на письменном столе во всех уголках нашего необъятного в ту пору Отечества. Никаких аэрографов, никаких подрамников — кисть и только кисть! Тончайшая лессировка, восхитительная игра светотени на лакированных бортах нарисованных машин, филигранная проработка деталей на пространстве, едва превышающем формат обычной почтовой открытки! Всё блестит, сияет и играет — даже грузовики, даже армейские машины цвета хаки, которым никакой лакировки, вообще говоря, не положено. И ни единой ошибки, ни малейшей погрешности».
Сергей Цыганов, Drom.ru:

«Но знают его, конечно, больше как иллюстратора. Великого, непревзойденного, математически дотошного автомобильного художника, рисунки которого могут рассказать о машине лучше любой фотографии. Что фотография? Безжизненный поток фотонов, оставшийся на пленке или матрице. А в рисунках Захарова неизменно и неизбывно проступает сама Жизнь; они вмещают идеально сконцентрированное движение, этакую автомобильную сингулярность. Эти картинки в любой момент могут выйти из двухмерности в объемность, изменить масштаб, обдать жаром выхлопа и умчаться за границу земли и неба, став точкой пространства. Идеальной точкой, захаровским штрихом, столь тонким, что и в лупу не разглядишь. Именно с такого штриха начинается Художник».

## Награды
- Премия «Ника» Союза дизайнеров России за автомобиль «Формула Русь», как лучшее изделие 2001 года в России[13].

## Семья
Отец: Николай Александрович — инженер-конструктор, участник Великой Отечественной войны, награждён орденом Отечественной войны II степени, орденом Красной Звезды, медалью «За отвагу». Мать: Захарова Ольга Сергеевна (1920) — медицинская сестра, ветеран тыла ВОВ; Дед по материнской линии: Кашин Сергей Владимирович — преподаватель в Горном институте. Дед по отцовской линии: Захаров Александр — работал в штате барона Нобеля, управленец.
Дети: Игорь (1973), Николай (1981) — предприниматель.